# Tom Daschle
Thomas Andrew Daschle (9 de diciembre de 1947) es un político estadounidense. Fue senador demócrata de los Estados Unidos por Dakota del Sur y líder de la mayoría de dicha cámara. Previamente fue miembro de la Cámara de Representantes durante varios años por el mismo estado. Daschle aceptó en el 2009 ser el Secretario de Salud y Servicios Sociales bajo la Administración Obama, pero tuvo que renunciar al ofrecimiento de ocupar el cargo tras descubrirse un posible fraude fiscal.

## Biografía
Daschle nació en Aberdeen (Dakota del Sur), fruto del matrimonio entre Elizabeth B. Meier y Sebastian C. Daschle, este último hijo de alemanes del Volga. Se crio en una familia de clase trabajadora como el mayor de cuatro hermanos. Se convirtió en el primero de su familia en graduarse cuando obtuvo el grado en ciencias políticas por la Universidad de Dakota del Sur en 1969. Mientras cursaba sus estudios universitarios formó parte de la hermandad Alpha Phi Omega.
Después de servir varios años como oficial de inteligencia de la Fuerza Aérea asignado al Comando Aéreo Estratégico, pasó un lustro como asistente de James Abourezk, Senador por Dakota del Sur.
Daschle se casó con Linda Hall, que estaba trabajando para la Administración Federal de Aviación con la administración Clinton. Ella trabajaba además para uno de los principales lobbies de Washington, con vínculos con empresas como American Airlines, Lockheed Martin o Boeing. Fruto del matrimonio nacieron Kelly, Lindsay y  Nathan; siendo este último actual director ejecutivo de la Democratic Governors Association, una organización compuesta por varios senadores y gobernadores del  Partido Demócrata.  

## Carrera en la Cámara de Representantes
En 1978, Daschle fue elegido miembro de la Cámara de Representantes por Dakota del Sur ganando por un margen de 110 votos sobre los 129.000 emitidos en total. Estuvo 4 legislaturas en la cámara baja y rápidamente pasó a formar parte activa del grupo de líderes demócratas. 
En la Convención Nacional Demócrata de 1980, Tom Daschle consiguió 10 votos de delegados (un 0,30%) para ser el candidato a la vicepresidencia de los Estados Unidos. Aunque no llegó a ser nominado, Daschle, junto a otros, recibió el apoyo de varios delegados haciendo frente a la reelección de Walter Mondale, vicepresidente con Jimmy Carter entre 1977 y 1981.

## Carrera en el Senado
En 1986, fue elegido Senador en una ajustada victoria compitiendo con el republicano James Abdnor. En su primer año fue nombrado miembro del Comité de Fianzas. Sus compañeros de partido en la cámara alta le eligieron en 1994 líder de la minoría, sucediendo a George Mitchell. En la historia del Senado, sólo Lyndon B. Johnson había servido menos años como senador antes de convertirse en líder de su partido. En 1998 los votantes de Dakota del Sur le reeligieron para su cargo con un contundente resultado favorable. A lo largo de su carrera Daschle formó parte de los comités de agricultura, veteranos de guerra, asuntos étnicos e indígenas y finanzas.

### Casos de carbunco en 2001
En octubre de 2001, mientras era líder de la mayoría en el Senado, la oficina de Daschle recibió una carta impregnada de carbunco, convirtiéndose por tanto en uno de los objetivos de los ataques con carbunco en 2001 que causaron varios muertos en los Estados Unidos. Se confirmó que varias personas del equipo de Daschle estuvieron expuestas al agente nocivo, así como varios ayudantes del senador Feingold y personal de seguridad del Capitolio.